# Vlag van Jellum

Vlag van Jellum

De vlag van Jellum is de dorpsvlag van het Nederlandse dorp Jellum, in de Friese gemeente Leeuwarden. De vlag werd in 1999 aangenomen en in 2001 geregistreerd. Het ontwerp van de vlag is van de hand van J.C. Terluin en R.J. Broersma.

## Beschrijving
De beschrijving van de vlag is als volgt:
Vijf lengtebanen groen, geel, groen, geel en groen; een drievoudig gekanteleerde rode broeking, de eerste kanteel beginnend aan de bovenzijde van de vlag op 2/5 vlaglengte, op het midden belegd  met een gele klaver aan een takje, de kantelen gelijkvallend met de groene banen en de tussenruimten met de gele banen.
De kleuren zijn afkomstig van het dorpswapen.

## Symboliek
- Gekanteleerde broeking: verwijst naar de voormalige state Mamminga in het dorp.

Klaver aan takje: ontleend aan het wapen van de familie Van Burmania. Verwijst ook naar de veehouderij in het dorp.